# 南港北出入口
南港北出入口（なんこうきたでいりぐち）は、大阪府大阪市住之江区の阪神高速道路4号湾岸線・5号湾岸線・16号大阪港線の出入口。神戸･大阪市内方面のみ出入口のあるハーフICである。南港ジャンクション（なんこうジャンクション）が併設されている。南港・咲洲（さきしま）地区の最寄り出入口である。

## 道路
- 阪神高速4号湾岸線(4-02)
- 阪神高速5号湾岸線(5-01)
- 阪神高速16号大阪港線(16-07)

## 料金所

### 南港北料金所
- ブース数：5
  - ETC専用：3
  - 一般：2

なお、左右両端のレーンは常時閉鎖となっている。

## 周辺
- インテックス大阪（国際見本市会場）
- アジア太平洋トレードセンター（ATC）
- 大阪府咲洲庁舎（旧：大阪ワールドトレードセンタービルディング（WTCコスモタワー））
- なにわの海の時空館
- 南港野鳥園
- 南港ポートタウン
- 大阪南港コスモフェリーターミナル

## 隣
阪神高速4号湾岸線
(4-01)天保山JCT/出入口 - (4-02)南港北出入口/南港JCT - (4-24)南港中出入口
阪神高速5号湾岸線
(5-01)南港北出入口/南港JCT - (5-02)天保山JCT/出入口
阪神高速16号大阪港線
(16-06)天保山JCT/出入口 - (16-07)南港北出入口/南港JCT